# 148. strelska divizija (ZSSR)
148. strelska divizija (izvirno rusko 148-я стрелковая дивизия; kratica 148. SD) je bila strelska divizija Rdeče armade v času druge svetovne vojne.

## Zgodovina
Divizija je bila ustanovljena leta 1939 v Engelsu.